# Валентайн, Карен
Ка́рен Ва́лентайн (англ. Karen Valentine; род. 25 мая 1947 года, Себастопол, штат Калифорния) — американская актриса, известная по роли Элис Джонсон в телесериале «Кабинет 222» (1969—1974), который принёс ей премию «Эмми» а также номинацию на «Золотой глобус». Позже она снялась в нескольких кинофильмах и телефильмах, а также исполнила главную роль в собственном телесериале «Карен», который просуществовал в эфире лишь сезон. В начале девяностых она сконцентрировалась на работе в театре и практически перестала появляться на экранах.

## Награды и номинации
- «Эмми»
  - 1970 — Премия «Эмми» за лучшую женскую роль второго плана в драматическом телесериале «Кабинет 222»
  - 1971 — Премия «Эмми» за лучшую женскую роль второго плана в драматическом телесериале «Кабинет 222» (номинация)

«Золотой глобус»
  - 1971 — Премия «Золотой глобус» за лучшую женскую роль второго плана — мини-сериал, телесериал или телефильм «Кабинет 222» (номинация)